# Jerry era un uomo
Jerry era un uomo (Jerry Was a Man) è un racconto di fantascienza del 1947 dello scrittore statunitense Robert A. Heinlein.
La storia è incentrata sulla domanda "che cos'è un uomo?" 
La questione arriva in tribunale dove un giudice deve decidere sui "diritti umani" di uno scimpanzé geneticamente modificato.

## Storia editoriale
Scritto nel 1946 fu pubblicato per la prima volta con il titolo Jerry Is a Man nel numero di ottobre 1947 della rivista Thrilling Wonder Stories.
In seguito è stato inclusa nell'antologia personale Assignment in Eternity del 1953, tradotta in italiano da Maurizio Gavioli e pubblicata con il titolo Missione nell'eternità dalla Fanucci Editore nel 1976, nel volume n. 19 della collana Futuro. Biblioteca di Fantascienza e poi di nuovo nel 1992 nel volume n. 7 della collana Economica Tascabile.
Nel 1999 è stato incluso nell'antologia I grandi maestri della SF (The SFWA Grand Masters: Volume One), curata da Frederik Pohl, che raccoglie una selezione di opere degli scrittori premiati con il Grand Master Award dalla SFWA; la traduzione italiana di Roberto Marini è stata pubblicata dalla Mondadori nel 2001 nel volume n. 1416 della collana Urania.

## Trama
In un futuro in cui la manipolazione genetica degli animali è comune, Marta Van Vogel una donna con un cuore tenero e un conto in banca molto grande si affeziona a un lavoratore "neo-scimpanzé" di nome Jerry, che soffre di cataratta e di conseguenza è destinato a essere riciclato come cibo per cani. 
La donna, che all'inizio sembra un'ereditiera superficiale e viziata, si rivela forte e determinata a salvare Jerry e i suoi simili dal loro disumano destino.
Jerry non può pensare molto profondamente, ma può parlare, giocare a dadi, godersi la televisione e cantare in modo stonato.
La questione se sia un uomo o non lo sia arriva infine in tribunale e, per aiutare nella decisione, viene presentato per contrasto un genetista marziano molto intelligente e sgradevole che è stato riconosciuto "umano" da un trattato.
La risposta è chiaramente che Jerry è un uomo, indefinibile come la domanda stessa.

## Personaggi
Tra i personaggi vi è Nappie, un elefante in miniatura che sa leggere e scrivere e ha precisi gusti musicali; la sua presenza pone implicitamente la domanda: se Jerry è un uomo, perché non lo è anche Nappie?

## Critica
È ritenuta da Alexei Panshin una buona storia sul tema "cos'è un uomo?": non è certo abbastanza lunga o abbastanza profonda da arrivare a tutte le risposte definitive, tuttavia tratta in maniera divertente e onesta un argomento serio.

## Adattamenti
Il racconto fu adattato per la televisione come terzo episodio della serie antologica Masters of Science Fiction, trasmessa della rete statunitense ABC durante l'estate del 2007.
Nella versione televisiva i "lavoratori antropoidi" vengono prodotti, attraverso una combinazione di crescita biologica e ingegneria, già dotati di alcune abilità innate e addestrati per svolgere i compiti loro assegnati; sono soprannominati "Joes" e quando si logorano o il loro lavoro è completato, vengono riciclati in prodotti come cibo per cani.
Nel racconto di Heinlein, Jerry è un anziano lavoratore domestico che dimostra la sua umanità in tribunale cantando di fronte alla giuria la vecchia ballata degli schiavi Old Folks at Home.
Nella versione televisiva Jerry è invece un tecnico incaricato di eliminare ordigni esplosivi, un "cacciamine"; il suo livello di autoconsapevolezza è minimo, ma il suo avvocato dimostra la sua umanità attraverso tre caratteristiche: in primo luogo la sua passione per la canzone Jingle Bells, poi la sua capacità di raccontare una bugia al fine di ottenere una sigaretta, infine (e più importante) il suo senso di autoconservazione, dimostrato attraverso un video di Jerry che spinge un collega "cacciamine" su un sentiero minato.

### Edizioni
- Robert A. Heinlein, Jerry era un uomo, in Missione nell'eternità (antologia), collana Economica Tascabile, traduzione di Maurizio Gavioli, n. 7, Fanucci Editore, 1976,  pp. 169-199, ISBN 88-347-0352-9.

### Fonti critiche
- (EN) James Daniel Gifford, The New Heinlein Opus List, in Robert A. Heinlein: A Reader's Companion (PDF), Nitrosyncretic Press, 2000, ISBN 978-0-9679874-1-5. URL consultato il 12 ottobre 2015.

- (EN) Alexei Panshin, III. THE PERIOD OF SUCCESS - 2. 1947, in Heinlein in dimension, Chicago, Advent:Publishers Inc, aprile 1968. URL consultato il 27 novembre 2015.